# Syrrhopodon ciliatus
Syrrhopodon ciliatus là một loài rêu trong họ Calymperaceae. Loài này được Hook. Schwägr. mô tả khoa học đầu tiên năm 1823.